# Bieg na 200 metrów
Bieg na 200 metrów – bieg sprinterski rozgrywany zarówno na otwartym stadionie, jak i w hali.

## Rekordziści

### mężczyźni
|        | czas  | zawodnik      | państwo | data             | miejsce |
| ------ | ----- | ------------- | ------- | ---------------- | ------- |
| świata | 19,19 | Usain Bolt    | Jamajka | 20 sierpnia 2009 | Berlin  |
| Europy | 19,72 | Pietro Mennea | Włochy  | 12 września 1979 | Meksyk  |
| Polski | 19,98 | Marcin Urbaś  | Polska  | 25 sierpnia 1999 | Sewilla |

### kobiety
|        | czas  | zawodniczka              | państwo           | data             | miejsce |
| ------ | ----- | ------------------------ | ----------------- | ---------------- | ------- |
| świata | 21,34 | Florence Griffith-Joyner | Stany Zjednoczone | 29 września 1988 | Seul    |
| Europy | 21,63 | Dafne Schippers          | Holandia          | 28 sierpnia 2015 | Pekin   |
| Polski | 22,13 | Ewa Kasprzyk             | Polska            | 8 lipca 1986     | Moskwa  |

## Najszybsi dwustumetrowcy wszech czasów

### mężczyźni
(stan na 1 lipca 2024)
| lp. | czas  | zawodnik         | państwo           | data             | miejsce     |
| --- | ----- | ---------------- | ----------------- | ---------------- | ----------- |
| 1.  | 19,19 | Usain Bolt       | Jamajka           | 20 sierpnia 2009 | Berlin      |
| 2.  | 19,26 | Yohan Blake      | Jamajka           | 16 września 2011 | Bruksela    |
| 3.  | 19,31 | Noah Lyles       | Stany Zjednoczone | 21 lipca 2022    | Eugene      |
| 4.  | 19,32 | Michael Johnson  | Stany Zjednoczone | 1 sierpnia 1996  | Atlanta     |
| 5.  | 19,49 | Erriyon Knighton | Stany Zjednoczone | 30 kwietnia 2022 | Baton Rouge |
| 6.  | 19,50 | Letsile Tebogo   | Botswana          | 23 lipca 2023    | Londyn      |
| 7.  | 19,53 | Walter Dix       | Stany Zjednoczone | 16 września 2011 | Bruksela    |
| 8.  | 19,57 | Justin Gatlin    | Stany Zjednoczone | 28 czerwca 2015  | Eugene      |
| 9.  | 19,58 | Tyson Gay        | Stany Zjednoczone | 30 maja 2009     | Nowy Jork   |
| 10. | 19,59 | Kenneth Bednarek | Stany Zjednoczone | 29 czerwca 2024  | Eugene      |

zobacz więcej na stronach World Athletics (ang.)

### kobiety
(stan na 19 lipca 2025 r.)
| lp. | czas  | zawodniczka              | państwo           | data             | miejsce         |
| --- | ----- | ------------------------ | ----------------- | ---------------- | --------------- |
| 1.  | 21,34 | Florence Griffith-Joyner | Stany Zjednoczone | 29 września 1988 | Seul            |
| 2.  | 21,41 | Shericka Jackson         | Jamajka           | 25 sierpnia 2023 | Budapeszt       |
| 3.  | 21,53 | Elaine Thompson-Herah    | Jamajka           | 3 sierpnia 2021  | Tokio           |
| 4.  | 21,61 | Gabrielle Thomas         | Stany Zjednoczone | 26 czerwca 2021  | Eugene          |
| 5.  | 21,62 | Marion Jones             | Stany Zjednoczone | 11 września 1998 | Johannesburg    |
| 6.  | 21,63 | Dafne Schippers          | Holandia          | 28 sierpnia 2015 | Pekin           |
| 7.  | 21,64 | Merlene Ottey            | Jamajka           | 11 sierpnia 1991 | Zurych          |
| 8.  | 21,69 | Allyson Felix            | Stany Zjednoczone | 30 czerwca 2012  | Eugene          |
| 9.  | 21,71 | Marita Koch              | NRD               | 10 czerwca 1979  | Karl-Marx-Stadt |
| 9.  | 21,71 | Heike Drechsler          | NRD               | 29 czerwca 1986  | Jena            |
| 9.  | 21,71 | Julien Alfred            | Saint Lucia       | 19 lipca 2025    | Londyn          |

zobacz więcej na stronach World Athletics (ang.)

## Najlepsi zawodnicy w XXI wieku

### Mężczyźni
Poniższa tabela przedstawia listę 10 najlepszych biegaczy na 200 m w historii, biorąc pod uwagę wyłącznie wyniki uzyskane po 31 grudnia 2000 r.
| lp. | wynik | zawodnik         | państwo           | data             | miejsce     |
| --- | ----- | ---------------- | ----------------- | ---------------- | ----------- |
| 1.  | 19,19 | Usain Bolt       | Jamajka           | 20 sierpnia 2009 | Berlin      |
| 2.  | 19,26 | Yohan Blake      | Jamajka           | 16 września 2011 | Bruksela    |
| 3.  | 19,31 | Noah Lyles       | Stany Zjednoczone | 21 lipca 2022    | Eugene      |
| 4.  | 19,46 | Letsile Tebogo   | Botswana          | 8 sierpnia 2024  | Paryż       |
| 5.  | 19,49 | Erriyon Knighton | Stany Zjednoczone | 30 kwietnia 2022 | Baton Rouge |
| 6.  | 19,53 | Walter Dix       | Stany Zjednoczone | 16 września 2011 | Bruksela    |
| 7.  | 19,57 | Justin Gatlin    | Stany Zjednoczone | 28 czerwca 2015  | Eugene      |
| 7.  | 19,57 | Kenneth Bednarek | Stany Zjednoczone | 5 września 2024  | Zurych      |
| 9.  | 19,58 | Tyson Gay        | Stany Zjednoczone | 30 maja 2009     | Nowy Jork   |
| 10. | 19,62 | Andre De Grasse  | Kanada            | 4 sierpnia 2021  | Tokio       |

źródło: strona World Athletics

### Kobiety
Poniższa tabela przedstawia listę 10 najlepszych biegaczek na 200 m w historii, biorąc pod uwagę wyłącznie wyniki uzyskane po 31 grudnia 2000 roku.
| lp. | wynik | zawodniczka             | państwo           | data             | miejsce |
| --- | ----- | ----------------------- | ----------------- | ---------------- | ------- |
| 1.  | 21,45 | Shericka Jackson        | Jamajka           | 21 lipca 2022    | Eugene  |
| 2.  | 21,53 | Elaine Thompson-Herah   | Jamajka           | 3 sierpnia 2021  | Tokio   |
| 3.  | 21,60 | Gabrielle Thomas        | Stany Zjednoczone | 9 lipca 2023     | Eugene  |
| 4.  | 21,63 | Dafne Schippers         | Holandia          | 28 sierpnia 2015 | Pekin   |
| 5.  | 21,69 | Allyson Felix           | Stany Zjednoczone | 30 czerwca 2012  | Eugene  |
| 6.  | 21,71 | Julien Alfred           | Saint Lucia       | 19 lipca 2025    | Londyn  |
| 7.  | 21,74 | Veronica Campbell-Brown | Jamajka           | 21 sierpnia 2008 | Pekin   |
| 7.  | 21,74 | Shaunae Miller-Uibo     | Bahamy            | 29 sierpnia 2019 | Zurych  |
| 9.  | 21,77 | Tori Bowie              | Stany Zjednoczone | 27 maja 2017     | Eugene  |
| 9.  | 21,77 | Abby Steiner            | Stany Zjednoczone | 26 czerwca 2022  | Eugene  |

### Najszybsi Europejczycy (według rekordów życiowych)
(stan na 14 lipca 2024 r.)
| lp. | czas  | zawodnik                 | państwo         | data             | miejsce           |
| --- | ----- | ------------------------ | --------------- | ---------------- | ----------------- |
| 1.  | 19,72 | Pietro Mennea            | Włochy          | 12 września 1979 | Meksyk            |
| 2.  | 19,73 | Zharnel Hughes           | Wielka Brytania | 23 lipca 2023    | Londyn            |
| 2.  | 19,76 | Ramil Guliyev            | Turcja          | 9 sierpnia 2018  | Berlin            |
| 3.  | 19,80 | Christophe Lemaitre      | Francja         | 3 września 2011  | Daegu             |
| 4.  | 19,81 | Churandy Martina         | Holandia        | 25 sierpnia 2016 | Lozanna           |
| 5.  | 19,85 | Konstandinos Kienderis   | Grecja          | 9 sierpnia 2002  | Monachium         |
| 7.  | 19,87 | John Regis               | Wielka Brytania | 31 lipca 1994    | Sestriere         |
| 8.  | 19,89 | Jaysuma Saidy Ndure      | Norwegia        | 23 września 2007 | Stuttgart         |
| 9.  | 19,90 | Ryan Zeze                | Francja         | 14 lipca 2024    | La Chaux-de-Fonds |
| 10. | 19,95 | Nethaneel Mitchell-Blake | Wielka Brytania | 14 maja 2016     | Tuscaloosa        |

źródło: strona World Athletics

### Najszybsze Europejki (według rekordów życiowych)
(stan na 2 października 2019 r.)
| lp. | czas  | zawodniczka           | państwo         | data                | miejsce         |
| --- | ----- | --------------------- | --------------- | ------------------- | --------------- |
| 1.  | 21,63 | Dafne Schippers       | Holandia        | 28 sierpnia 2015    | Pekin           |
| 2.  | 21,71 | Marita Koch           | NRD             | 10 czerwca 1979     | Karl-Marx-Stadt |
| 2.  | 21,71 | Heike Drechsler       | NRD             | 29 czerwca 1986     | Jena            |
| 4.  | 21,74 | Marlies Göhr          | NRD             | 3 czerwca 1984      | Erfurt          |
| 4.  | 21,74 | Silke Gladisch        | NRD             | 3 września 1987     | Rzym            |
| 6.  | 21,85 | Bärbel Wöckel         | NRD             | 21 lipca 1984       | Poczdam         |
| 7.  | 21,87 | Irina Priwałowa       | Rosja           | 25 lipca 1995       | Monako          |
| 8.  | 21,88 | Dina Asher-Smith      | Wielka Brytania | 2 października 2019 | Doha            |
| 9.  | 21,95 | Katrin Krabbe         | NRD             | 30 sierpnia 1990    | Split           |
| 10. | 21,97 | Jarmila Kratochvílová | Czechosłowacja  | 6 czerwca 1981      | Bratysława      |

## Rekordziści w hali

### mężczyźni
|        | czas  | zawodnik           | państwo         | data           | miejsce |
| ------ | ----- | ------------------ | --------------- | -------------- | ------- |
| świata | 19,92 | Frankie Fredericks | Namibia         | 18 lutego 1996 | Liévin  |
| Europy | 20,25 | Linford Christie   | Wielka Brytania | 19 lutego 1995 | Liévin  |
| Polski | 20,55 | Marcin Urbaś       | Polska          | 1 marca 2002   | Wiedeń  |

### kobiety
|        | czas  | zawodniczka     | państwo | data           | miejsce   |
| ------ | ----- | --------------- | ------- | -------------- | --------- |
| świata | 21,87 | Merlene Ottey   | Jamajka | 13 lutego 1993 | Liévin    |
| Europy | 22,10 | Irina Priwałowa | Rosja   | 19 lutego 1995 | Liévin    |
| Polski | 22,69 | Ewa Kasprzyk    | Polska  | 6 marca 1988   | Budapeszt |

## Najszybsi zawodnicy w hali

### mężczyźni
(stan na 16 marca 2025 r.)
|     | czas  | zawodnik              | państwo           | data           | miejsce         |
| --- | ----- | --------------------- | ----------------- | -------------- | --------------- |
| 1.  | 19,92 | Frankie Fredericks    | Namibia           | 18 lutego 1996 | Liévin          |
| 2.  | 20,02 | Elijah Hall-Thompson  | Stany Zjednoczone | 10 marca 2018  | College Station |
| 3.  | 20,08 | Divine Oduduru        | Nigeria           | 23 lutego 2019 | Lubbock         |
| 4.  | 20,10 | Wallace Spearmon      | Stany Zjednoczone | 11 marca 2005  | Fayetteville    |
| 5.  | 20,11 | Christian Coleman     | Stany Zjednoczone | 11 marca 2017  | College Station |
| 6.  | 20,12 | Matthew Boling        | Stany Zjednoczone | 11 marca 2023  | Albuquerque     |
| 7.  | 20,13 | Courtney Lindsey      | Stany Zjednoczone | 25 lutego 2023 | Lubbock         |
| 7.  | 20,13 | Makanakaishe Charamba | Zimbabwe          | 27 lutego 2025 | College Station |
| 7.  | 20,13 | Tapiwanashe Makarawu  | Zimbabwe          | 15 marca 2025  | Virginia Beach  |
| 10. | 20,17 | Tarsis Orogot         | Uganda            | 10 marca 2023  | Albuquerque     |
| 10. | 20,17 | Udodi Onwuzurike      | Nigeria           | 10 marca 2023  | Albuquerque     |

- zobacz więcej na stronach World Athletics (ang.)

### kobiety
(stan na 15 marca 2025 r.)
|     | czas  | zawodniczka     | państwo                    | data           | miejsce         |
| --- | ----- | --------------- | -------------------------- | -------------- | --------------- |
| 1.  | 21,87 | Merlene Ottey   | Jamajka                    | 13 lutego 1993 | Liévin          |
| 2.  | 22,01 | Julien Alfred   | Saint Lucia                | 11 marca 2023  | Albuquerque     |
| 3.  | 22,09 | Abby Steiner    | Stany Zjednoczone          | 26 lutego 2022 | College Station |
| 4.  | 22,10 | Irina Priwałowa | Rosja                      | 19 lutego 1995 | Liévin          |
| 5.  | 22,11 | Favour Ofili    | Nigeria                    | 10 marca 2023  | Albuquerque     |
| 6.  | 22,27 | Heike Drechsler | NRD                        | 7 marca 1987   | Indianapolis    |
| 7.  | 22,30 | Indya Mayberry  | Stany Zjednoczone          | 15 marca 2025  | Virginia Beach  |
| 8.  | 22,33 | Gwen Torrence   | Stany Zjednoczone          | 2 marca 1996   | Atlanta         |
| 8.  | 22,33 | Adaejah Hodge   | Brytyjskie Wyspy Dziewicze | 12 marca 2023  | Boston          |
| 10. | 22,34 | JaMeesia Ford   | Stany Zjednoczone          | 9 marca 2024   | Boston          |

- zobacz więcej na stronach World Athletics (ang.)

## Najszybsze drugie (lotne) 100m w biegu na 200m

### mężczyźni
|     | zawodnik         | czas | państwo           |
| --- | ---------------- | ---- | ----------------- |
| 1.  | Yohan Blake      | 9,12 | Jamajka           |
| 2.  | Noah Lyles       | 9,16 | Stany Zjednoczone |
| 3.  | Michael Johnson  | 9,18 | Stany Zjednoczone |
| 4.  | Usain Bolt       | 9,27 | Jamajka           |
| 5.  | Xavier Carter    | 9,27 | Stany Zjednoczone |
| 6.  | Ato Boldon       | 9,33 | Trynidad i Tobago |
| 7.  | Wallace Spearmon | 9,35 | Stany Zjednoczone |
| 8.  | Maurice Greene   | 9,36 | Stany Zjednoczone |
| 9.  | Alonso Edward    | 9,44 | Panama            |
| 10. | Justin Gatlin    | 9,46 | Stany Zjednoczone |

## Polscy finaliści olimpijscy

### mężczyźni
- 4. Marian Foik 20.90e 1960
- 6. Marian Foik 20.83e 1964
- 6. Bogdan Grzejszczak 20.91 1976
- 6. Leszek Dunecki 20.68 1980
- 7. Marian Woronin 20.81 1980

### kobiety
- 1. Irena Kirszenstein-Szewińska 22.58e 1968
- 2. Irena Kirszenstein 23.13 1964
- 3. Irena Kirszenstein-Szewińska 22.74 1972
- 5. Barbara Janiszewska 24.96e 1960
- 6. Barbara Sobotta 23.97e 1964

## Polscy finaliści mistrzostw świata

### mężczyźni
- 5. Marcin Urbaś 20.30 1999

### kobiety
- 7. Ewa Kasprzyk 23.03 1983
- 8. Ewa Kasprzyk 22.52 1987

## Polscy finaliści mistrzostw Europy

### mężczyźni
- 2. Marian Foik 20.8 1962
- 2. Marian Dudziak 21.0 1966
- 3. Zenon Nowosz 20.96 1969
- 4. Jan Werner 21.1 1966
- 4. Leszek Dunecki 20.68 1978
- 5. Marcin Jędrusiński 20.31 2002
- 6. Zenon Licznerski 20.74 1978
- DNF Marcin Urbaś 2002
- 8. Karol Zalewski 20.58 2014

### kobiety
- 1. Stanisława Walasiewicz 23.8 1938
- 1. Barbara Lerczak-Janiszewska 24.1 1958
- 1. Irena Kirszenstein 23.1 1966
- 1. Irena Szewińska 22.51 1974
- 2. Ewa Kłobukowska 23.4 1966
- 3. Barbara Lerczak-Janiszewska-Sobotta 23.9 1962
- 3. Irena Kirszenstein-Szewińska 23.32 1971
- 4. Barbara Lerczak 24.4 1954
- 4. Monika Bejnar 23.28 2006
- 5. Ewa Kasprzyk 22.73 1986

## Polscy finaliści halowych mistrzostw świata

### mężczyźni
- 6. Marcin Urbaś 21.49 2004

## Polscy medaliści halowych mistrzostw Europy

### mężczyźni
- 1. Marcin Urbaś 20.64 2002
- 3. Robert Maćkowiak 20.77 2002
- 3. Marcin Urbaś 21.04 2005

### kobiety
- 1. Ewa Kasprzyk 22.69 1988
- 2. Ewa Kasprzyk 22.96 1986

## Polacy w dziesiątkach światowych tabel rocznych

### mężczyźni
- 1959 – 10-20. Andrzej Karcz, 20.9
- 1959 – 10-20. Marian Foik, 20.9
- 1960 – 6-10. Marian Foik, 20.6
- 1961 – 1-6. Marian Foik, 20.7
- 1962 – 5-14. Andrzej Zieliński, 20.7
- 1962 – 5-14. Marian Foik, 20.7
- 1967 – 6-9. Jan Werner, 20.4
- 1979 – 5. Leszek Dunecki, 20.24
- 1999 – 8. Marcin Urbaś, 19.98

### kobiety
- 1930 – 3-5. Stanisława Walasiewicz, 25.3y
- 1932 – 1. Stanisława Walasiewicz, 24.1
- 1933 – 2. Stanisława Walasiewicz, 24.7
- 1934 – 1. Stanisława Walasiewicz, 23.8
- 1935 – 1. Stanisława Walasiewicz, 23.6
- 1936 – 2. Stanisława Walasiewicz, 24.2
- 1937 – 1. Stanisława Walasiewicz, 24.4y
- 1938 – 1. Stanisława Walasiewicz, 23.8
- 1939 – 1. Stanisława Walasiewicz, 23.8y
- 1941 – 3. Stanisława Walasiewicz, 25.4e
- 1942 – 2. Stanisława Walasiewicz, 25.4
- 1944 – 1. Stanisława Walasiewicz, 24.6
- 1945 – 10-11. Stanisława Walasiewicz, 25.9hy
- 1946 – 2-4. Stanisława Walasiewicz, 25.4
- 1954 – 8-13. Barbara Lerczak, 24.4
- 1956 – 6-8. Barbara Lerczak, 23.8
- 1957 – 9-12. Barbara Janiszewska, 24.1
- 1958 – 9-14. Barbara Janiszewska, 23.9
- 1960 – 6-8. Barbara Janiszewska, 23.6
- 1961 – 10-14. Barbara Janiszewska, 24.1
- 1961 – 10-14. Celina Gerwin, 24.1
- 1961 – 10-14. Halina Górecka, 24.1
- 1962 – 7-11. Barbara Sobotta, 23.8
- 1964 – 3-4. Irena Kirszenstein, 23.1
- 1964 – 10-13. Halina Górecka, 23.6
- 1964 – 10-13. Barbara Sobotta, 23.6
- 1965 – 1. Irena Kirszenstein, 22.7
- 1965 – 2. Ewa Kłobukowska, 23.0
- 1966 – 1-2. Irena Kirszenstein, 23.1
- 1966 – 1-2. Ewa Kłobukowska, 23.1
- 1967 – 1. Irena Kirszenstein, 22.7
- 1967 – 2. Ewa Kłobukowska, 22.9
- 1968 – 1. Irena Szewińska, 22.5
- 1969 – 1-2. Irena Szewińska, 23.0
- 1971 – 2-4. Irena Szewińska, 22.8
- 1972 – 3. Irena Szewińska, 22.74
- 1973 – 7. Irena Szewińska, 22.7
- 1974 – 1. Irena Szewińska, 22.21
- 1975 – 1-2. Irena Szewińska, 22.67
- 1976 – 3. Irena Szewińska, 22.42
- 1977 – 1. Irena Szewińska, 22.37
- 1986 – 5. Ewa Kasprzyk, 22.13

## Polacy w rankinguTrack and Field News

### mężczyźni
- 1960: 7. Marian Foik
- 1961: 4. Marian Foik
- 1962: 5. Marian Foik
- 1964: 9. Marian Foik
- 1964: 10. Andrzej Badeński
- 1965: 4. Marian Dudziak
- 1966: 7. Marian Dudziak
- 1967: 10. Jan Werner
- 1981: 10. Marian Woronin
- 1999: 8. Marcin Urbaś

### kobiety
- 1956: 7. Barbara Lerczak
- 1957: 9. Barbara Lerczak
- 1958: 8. Barbara Lerczak-Janiszewska
- 1960: 7. Barbara Janiszewska
- 1961: 8. Barbara Janiszewska
- 1962: 4. Barbara Janiszewska
- 1963: 10. Elżbieta Szyroka
- 1964: 2. Irena Kirszenstein
- 1964: 8. Halina Górecka
- 1964: 10. Barbara Janiszewska-Sobotta
- 1965: 1. Irena Kirszenstein
- 1965: 2. Ewa Kłobukowska
- 1966: 1. Irena Kirszenstein
- 1966: 2. Ewa Kłobukowska
- 1967: 1. Irena Kirszenstein
- 1967: 8. Ewa Kłobukowska
- 1968: 1. Irena Kirszenstein
- 1969: 2. Irena Kirszenstein-Szewińska
- 1971: 3. Irena Szewińska
- 1972: 3. Irena Szewińska
- 1973: 2. Irena Szewińska
- 1974: 1. Irena Szewińska
- 1975: 2. Irena Szewińska
- 1976: 1. Irena Szewińska
- 1977: 1. Irena Szewińska
- 1978: 5. Irena Szewińska
- 1979: 8. Irena Szewińska
- 1986: 4. Ewa Kasprzyk
- 1987: 8. Ewa Kasprzyk